# Lorenzo de Paolis

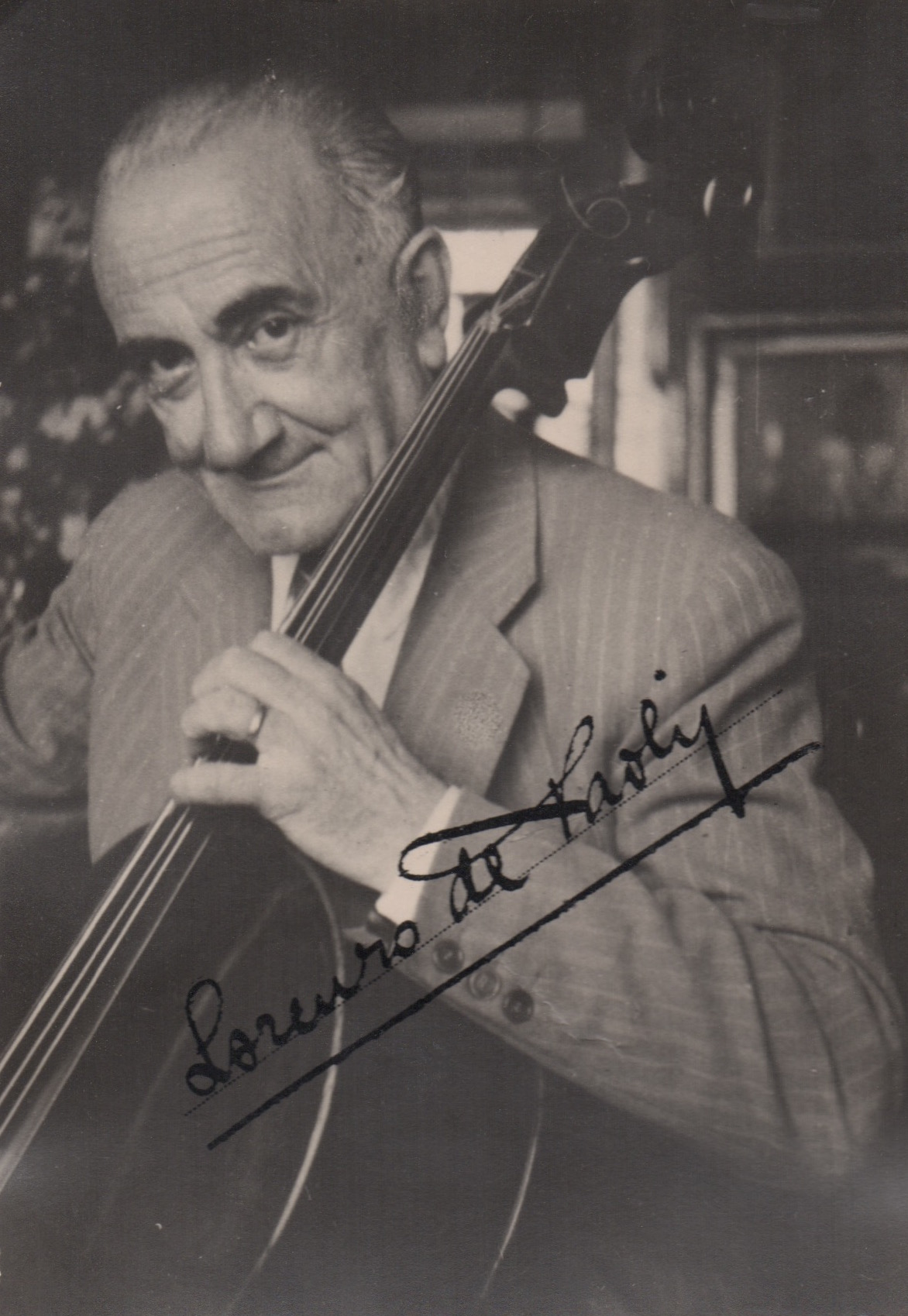
Lorenzo de Paolis nella sua abitazione di Venegono Superiore nel (1959)

Lorenzo de Paolis (Napoli, 4 settembre 1890 – Venegono Superiore, 29 ottobre 1965) è stato un violoncellista, compositore e direttore d'orchestra italiano attivo tra il 1911 e il 1959.

## Biografia

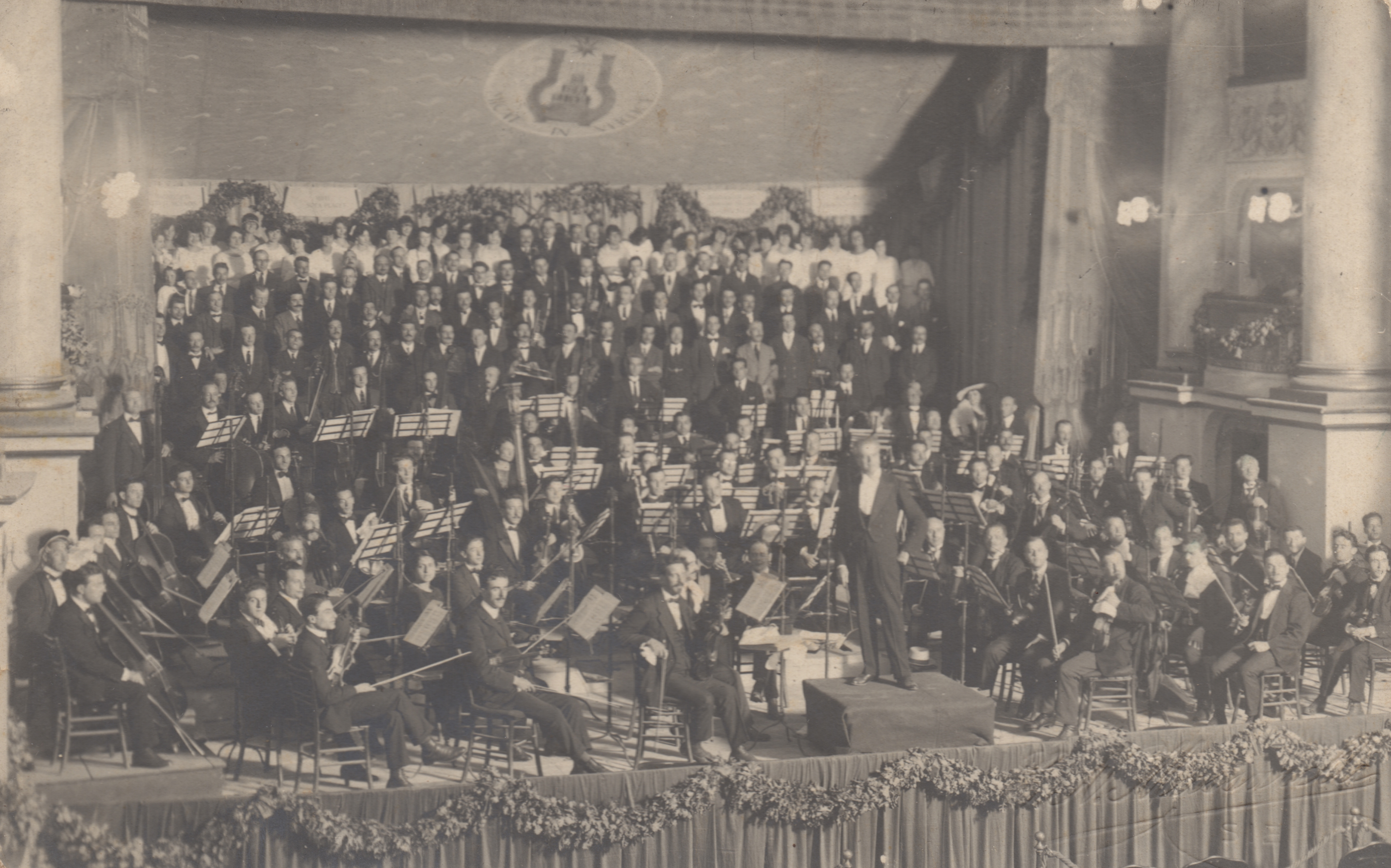
Lorenzo de Paolis in orchestra sotto la direzione del Maestro Tullio Serafin (1918)

Lorenzo de Paolis nacque in una famiglia di artisti e musicisti. Il padre Luigi, di Roma, suonava e fabbricava mandolini e chitarre ed era titolare della ditta di costruzione e vendita di strumenti musicali “Viscardo Maccolini – Strumenti Musicali in genere”, con sede in Via Cesare Correnti 3, a Milano. Lorenzo, fin da bambino, ebbe l'intuizione musicale e i genitori lo iscrissero al Regio Conservatorio di Musica “Giuseppe Verdi” di Milano, dove compì gli studi del violoncello sotto la guida del maestro Giuseppe Magrini, ottenendo il diploma di licenza e magistero con premio. Nel 1911, a 21 anni, Lorenzo era già professore ed esecutore. Contemporaneamente al violoncello, si dedicò, prima in Conservatorio e poi privatamente, allo studio del contrappunto e della fuga, avendo per insegnante Carlo Gatti, già compositore e musicologo, poi sovrintendente del Teatro alla Scala (1942 – 1944).
Lorenzo si fece presto notare nell'ambiente culturale milanese del primo Novecento, vantando collaborazioni con i teatri e i direttori d'orchestra italiani più importanti del suo tempo. Fu violoncellista al Teatro alla Scala e al Teatro dal Verme di Milano e ancora al Teatro Ponchielli di Cremona, sotto la direzione dei maestri Victor de Sabata, Tullio Serafin e Arturo Toscanini. Sulla pagina di cronaca del giornale "LA VALTELLINA" del 1 maggio 1918, si legge: "Il Prof. Lorenzo de Paolis fu, durante gli anni di studio, l'allievo che dava maggiori soddisfazioni e speranze al maestro Prof. Magrini; speranze, che divennero presto realtà. Benché giovanissimo, egli fu subito primo violoncello dell'orchestra della Scala; ed ora è una colonna della perfetta orchestrina grigio verde diretta dal Maestro Serafin, che si produce spesso a Milano a scopo filantropico e patriottico".

Tra gli anni '10 e gli anni '20 del Novecento, diede numerosi concerti per la YMCA (Young Men's Christian Association), tuttora esistente, a Milano, Como, Cernobbio, Bologna e nel resto d'Italia. Diede anche concerti di beneficenza organizzati dalla Croce Rossa Italiana, dalla Società del Giardino, dal Circolo Filologico Milanese, dal Conservatorio "Giuseppe Verdi" di Milano, dalla Società Salesiana di San Giovanni Bosco, per i militari tubercolotici di Cuasso al Monte, per gli orfani di guerra valtellinesi, per i mutilati e invalidi valtellinesi, per l'Orfanotrofio Maschile Provinciale di Sondrio, per le famiglie povere milanesi, per l'Istituto dei ciechi di Milano e molti altri, per i quali fu insignito di benemerenze. Nel 1920, creò l'orchestra dei Grandi Magazzini La Rinascente, di cui fu direttore artistico dal 1920 al 1929, con esecuzioni trasmesse dalla Unione radiofonica italiana (U.R.I.), antesignana della Rai.

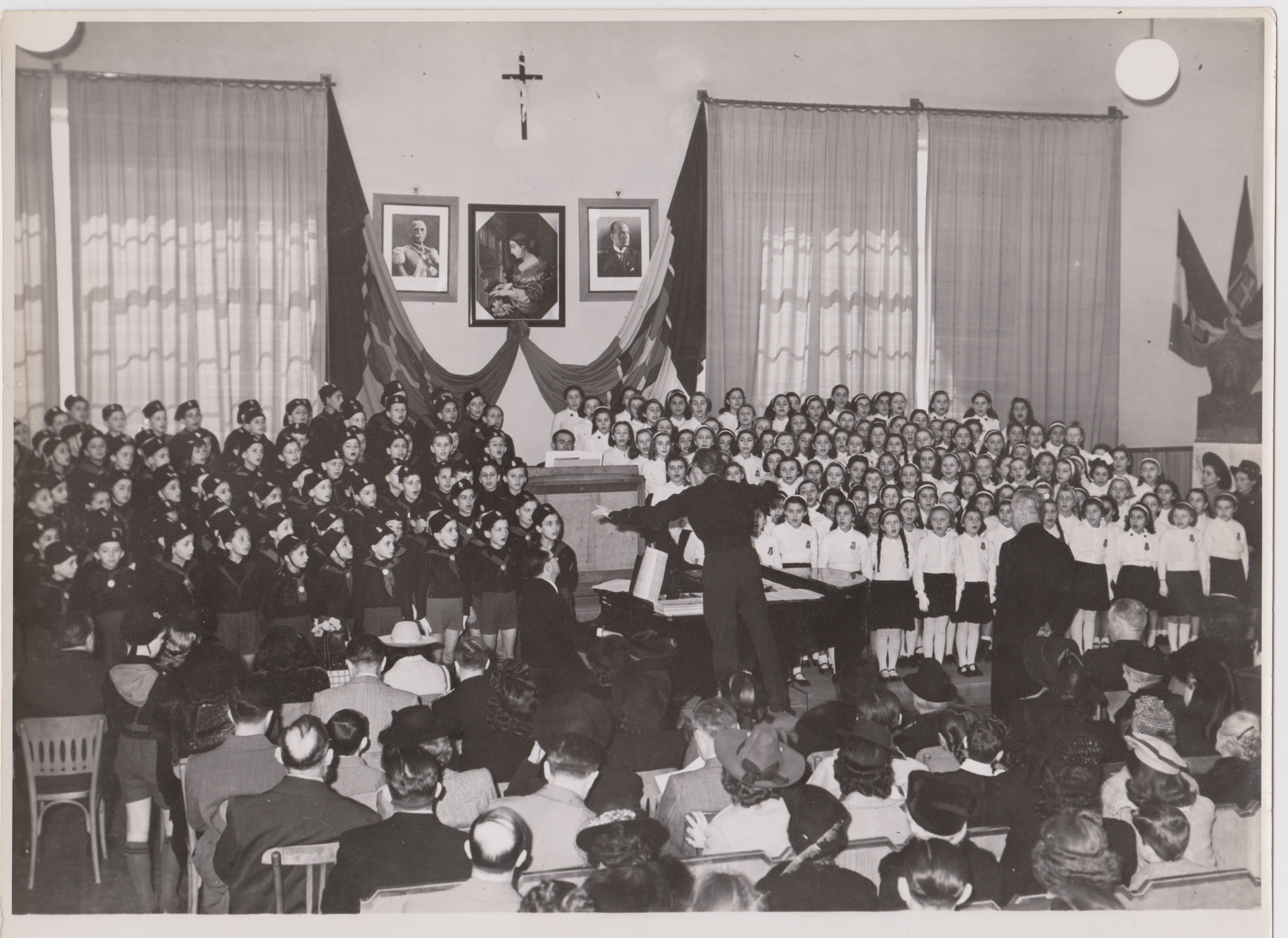
Lorenzo de Paolis dirige in concerto i suoi alunni (3 aprile 1942)

Tra il 1930 e il 1934, fu direttore artistico all'Hotel Principe di Savoia, a Milano. Veniva regolarmente chiamato ad esibirsi nella residenza del Principe Giberto VII Borromeo e del Procuratore del re, Luigi Maggi e più volte alla presenza di Re Vittorio Emanuele III. Ma una delle tappe certamente più significative della vita artistica e personale di Lorenzo fu l'incontro con la famiglia Visconti di Modrone. Dal 1917 al 1924, egli fu insegnante di violoncello del giovane figlio del conte Giuseppe Visconti di Modrone, Luchino, che poi divenne il regista a tutti noto.
Durante la seconda guerra mondiale, Lorenzo trovò riparo e ultima dimora a Venegono Superiore, nella cui comunità si rese attivo e partecipe, dando concerti e rivestendo il ruolo di direttore del Corpo Musicale Vincenzo Bellini e ancora collaborando a più riprese con il Coro dell'Istituto Missioni Africane dei padri comboniani. Fu insegnante di violoncello e docente di canto corale nelle scuole milanesi per oltre 45 anni (1913 – 1959). Le esibizioni dei suoi allievi, da lui dirette, vennero più volte trasmesse alla radio.
L'8 maggio 1918, sulla pagina dei concerti del giornale "LA VALTELLINA", si trova scritto: "Il prof. Lorenzo de Paolis ha fatto parlare, cantare e piangere il suo violoncello dalla voce umana. Con vero senso d'amore egli ne cavava note vibranti o profonde, melodie gaie come una facezia o lamenti di tristezza quasi nostalgica, un diluvio rapidissimo ed esatto di suoni travolgenti ad una sfumatura sommessa. Fuori programma egli regalò al pubblico plaudente una caratteristica Danza orientale, che può competere con le danze del Poema Sinfonico Africa del maestro Saint-Saëns".

## Composizioni
Come compositore, manifestò la sua versatilità spaziando in ogni genere musicale, dal repertorio pianistico a quello orchestrale, dalla musica sacra all'operetta, dall'Opera al tango fino alla canzonetta e alla canzone napoletana.
Nell'ottobre del 1934, in occasione della Giornata mondiale del risparmio, un canto da lui composto su testo del poeta Luigi Orsini fu portato in scena al Teatro Dal Verme di Milano da un coro di 700 alunni delle scuole milanesi, accompagnati dall'orchestra e successivamente trasmesso dalla EIAR.

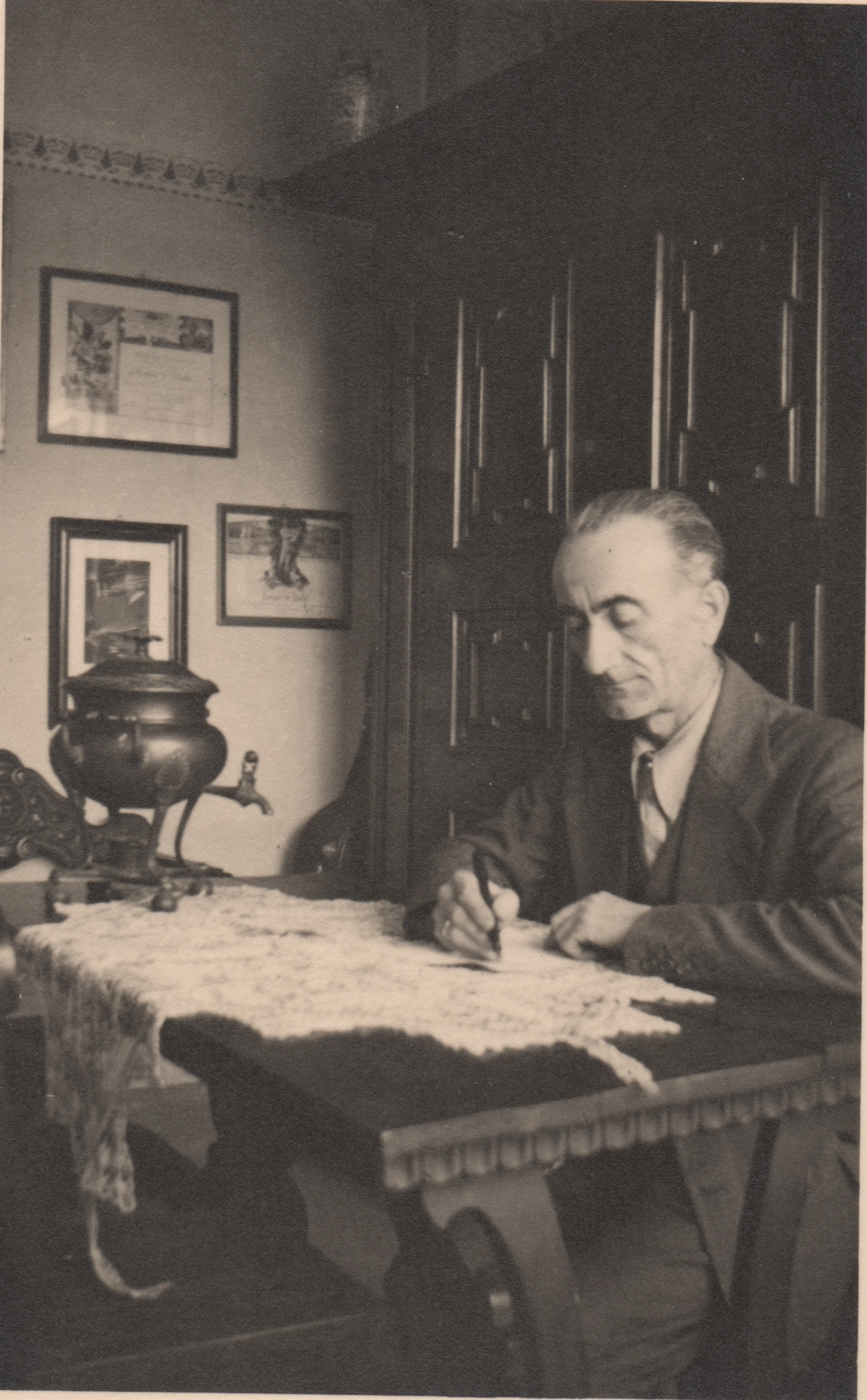
Lorenzo de Paolis nel suo studio (anni '40)

### Composizioni per pianoforte
- Farfalline al vento - Mazurcha (4 novembre 1907)
- Mazurka in Si minore (21 marzo 1914)
- Raccolta di piccole composizioni per pianoforte (marzo - settembre 1914)
- Valzer diabolico - a capriccio (luglio 1914)
- In barca! - intermezzo per pianoforte - barcarola (8 agosto 1915)
- Toccata (4 gennaio 1916)
- Improvviso poetico (agosto 1917)
- Danza bizzarra orientale[8] (1918)
- Fantasia N.1 (1918)
- Notturno breve (15 ottobre 1934)
- Minuetto barocco (29/30 settembre 1959)

### Composizioni per violoncello e pianoforte
- Je rêve de toi - Io ti sogno (19 marzo 1912)
- Cantilena (1914)
- Tranquillità notturna (1914)
- La mia tristezza! (1914)
- Supplication (18 luglio 1915)
- Mattinata di Pierrot (20 gennaio 1920)
- Ti voglio tanto bene (26 aprile 1961)

### Composizioni per violino e pianoforte
- Tranquillità notturna (1914)
- La mia tristezza! (1914)

### Composizioni per orchestra
- Sonatina allegra (1914)
- Tranquillità notturna (1914)
- La mia tristezza! (1914)
- In barca! (1915)
- Supplication (1915)

### Opera
- Nube - melodia romantica per tenore con accompagnamento di pianoforte (3 febbraio 1916)
- Il Giuramento di Pontida - Dramma storico in tre atti (opera incompiuta, 1920 - 1922)

### Operetta
- SUPERSPORT (1931)

### Musica sacra
- Requiem - coro a due voci virili ed organo (2 gennaio 1916)
- Te Deum Laudamus - otto parti (due cori battenti) ed organo (31 maggio 1916)
- Requiem - coro, organo ed orchestra (31 dicembre 1916)
- Ave Maria - coro a due voci virili ed organo od orchestra d'archi (dicembre 1943)
- MISSA IN RE - coro a due voci virili ed organo od orchestra d'archi (due trombe e timpani ad libitum) (1944 - 1945)
- Libera me domine - voci di tenore ed organo o voci bianche ed armonium (29 aprile 1949)

### Tango
- El guapo enamorado (28 febbraio 1929)
- Amore amaro! (1930)
- Canzone tango (1936)

### Maxixe brasileira
- Ah!... deliciosa!! (6 maggio 1929)

### Canzonetta
- Velivolando...![12] (ottobre 1910)
- Amor patrio... (9 novembre 1926)
- Comeffà?! (30 aprile 1931)
- Amore paesano (5 luglio 1933)

### Canzone napoletana
- Miezza nuttata (7 settembre 1907)
- Stornellata campagnola (1912)
- Il giuocatore rassegnato (1912)
- Gli stornelli del soldato (1912)
- L'operatore cinematografico (1912)

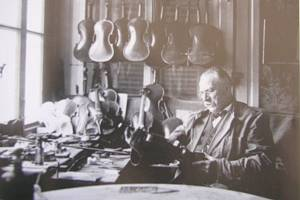
Leandro Bisiach, liutaio e suocero di Lorenzo de Paolis

### Canti
- Sulla via dell'Impero (gennaio 1934)
- Canto goliardico degli studenti delle scuole di avviamento professionale (settembre 1935)
- Campanella campanella - coretto a due voci bianche senza accompagnamento (novembre 1938)
- I vivi per sempre (4 febbraio 1948)

### Metodi
- Metodo per violoncello in due volumi
- Nuovo metodo per mandolino napoletano

## Vita privata
Sposò Amina Bisiach, figlia di Leandro Bisiach, liutaio, ed ebbe sei figli.